# Urbano Caldeira
Urbano Vilella Caldeira Filho (Florianópolis, 6 de setembro de 1890 — São Vicente, 13 de março de 1933) foi um futebolista e treinador brasileiro.
É considerado o primeiro patrono do Santos Futebol Clube e seu nome é dado ao estádio do clube praiano.

## Biografia
Era filho de Urbano Villela Caldeira e Celina Faria Caldeira. Aos 21 anos, Urbano foi aprovado em um concurso público e se mudou para São Paulo, onde defendeu algumas equipes de futebol, como Vila Buarque e Germânia (atual Pinheiros). Em janeiro de 1913, foi transferido de São Paulo para trabalhar como escriturário da Alfândega na Baixada Santista. Logo associou-se ao Santos, em 27 de janeiro de 1913.
Logo no ano de 1913 tornou-se jogador e assim foi até o ano de 1918, atuando na maioria das vezes como zagueiro, fazendo exatos 41 jogos e 2 gols e tornando-se bicampeão santista em 1913 e 1915. Sua última partida com a camisa Alvinegra foi na estreia de Friedenreich na equipe do Paulistano, no Jardim América, São Paulo, em 21 de abril de 1918.
Posteriormente tornou-se técnico e decidiu se dedicar a administração do clube, primeiro com o cargo de primeiro secretário, em 1914, chegando ao cargo de Vice-presidente do Santos Futebol Clube, em 1917. Caldeira chegou até a plantar árvores e cuidar dos jardins das dependências do Peixe. Cuidava da Vila Belmiro como se fosse a sua casa, tinha tanto amor que muitas vezes foi visto aparando o gramado do estádio. Tamanha dedicação não passou imune às mentes dos cartolas, que quatro dias após o falecimento de Urbano, concederam seu nome ao estádio, em 24 de março de 1933. O busto em homenagem a Urbano Caldeira foi inaugurado em 9 de janeiro de 1938, no andar térreo da Vila Belmiro, hoje uma das áreas administrativas do Clube. Atualmente ele está exposto acima do setor das sociais.
Ele era um sujeito alto, forte, que pisava firme por onde passava. Altivo, fazia da bengala e do chapéu de palheta seus parceiros inseparáveis no dia a dia. Tinha preferência pela cor branca, usava ternos de linho e sapatos dessa cor. Solteiro e boêmio convicto, era um amante da noite e, principalmente, das serestas ao luar no Largo do Rosário, local em que passava o tempo tocando violão com os amigos.
Morreu no dia 13 de março de 1933, vítima de pneumonia, um dia depois da primeira partida de futebol profissional do Santos. O carro fúnebre levando seu corpo foi acompanhado por mais de 200 automóveis até o Cemitério de Paquetá, em Santos.
Em 1938, o Santos instituiu que o dia 9 de janeiro (quando nasceu Urbano) passaria a ser o "Dia de Urbano Caldeira".
Na Baixada Santista, no bairro Tude Bastos de Praia Grande, há uma rua com seu nome.